# Покрштавање Скандинавије
Покрштавање Скандинавије (дан. kristendommens indførelse i Norden; норв. innføringen av kristendommen i Norden; швед. införandet av kristendomen i Norden) догодило се између 8. и 12. века.
На подручју уже Скандинавије — Данске (1104), Норвешке (1154) и Шведске (1164) — основане су католичке надбискупије одговорне папи лично. Прелаз на хришћанство трајао је дуго, јер је требало успоставити мрежу цркава. Лапонци (локално Сами) покрштени су тек у 18. веку.
Иако су Скандинавци постали хришћани, дуго је трајало да усвоје хришћанска уверења. Старе аутохтоне традиције и даље су постојале, а, као и код других покрштених народа, тешко су се усвајали догматски концепти попут првородног греха, оваплоћења и Светог Тројства и других.
Археолошка ископавања гробних места на острву Ловен крај Стокхолма показала су да је процес коначног и бесповратног усвајања хришћанства трајао барем 150 до 200 година. Најпознатији свети скандинавски град јесте Упсала, савремено средиште Цркве Шведске, а историјски центар култа нордијског паганизма (у Упсалском храму), многобожачке религије пре христијанизације.
Током раног средњег века, папинство се још није утврдило као средишња католичка власт, тако да се развијала варијанта регионалног хришћанства. Хришћански мисионари настојали су прилагодити проповедање па су представили Христа као особу снаге и среће, а књига Откровења, која представља Христа као победника над Сотоном, играла је средишњу улогу у ширењу ове религије међу Викинзима, иначе нордијске ратнике, трговце и гусаре, којима се вероватно допала идеја победника.